# جون ديفيس (سياسي أسترالي)
جون ديفيس (بالإنجليزية: John Davis)‏ هو سياسي أسترالي، ولد في 1817 في غالواي في جمهورية أيرلندا، وتوفي في 30 سبتمبر 1893 في جمهورية أيرلندا. انتخب Member of the Western Australian Legislative Council ‏.